# Frota de aeronaves da Azul Linhas Aéreas Brasileiras
| Esta lista foi atualizada pela última vez no dia 5 de março de 2025 e pode não refletir a situação atual da companhia. |

Esta é uma lista de aeronaves que pertencem à frota da Azul Linhas Aéreas Brasileiras.

## Frota

### Resumo
| Aeronave                 | Total | Pedidos | Passageiros | Passageiros | Passageiros | Notas |  |
| Aeronave                 | Total | Pedidos | B           | E           | T           | Notas |  |
| ------------------------ | ----- | ------- | ----------- | ----------- | ----------- | --- |  |
| Airbus A321P2F           | 2     | -       | -           | -           | -           | Uso exclusivo para transporte de cargas                                                                                 |  |
| Airbus A320neo           | 51    | 63      | –           | 174         | 174         | |  |
| Airbus A320neo           | 51    | 63      | -           | 165         | 165         | As aeronaves com configuração de 165 assentos, são provenientes da extinta Avianca Brasil                               |  |
| Airbus A321neo           | 6     | 12      | -           | 214         | 214         | |  |
| Airbus A330-200          | 5     | -       | 20          | 252         | 272         | |  |
| Airbus A330-200          | 5     | -       | 36          | 206         | 242         | |  |
| Airbus A330-900neo       | 7     | 6       | 34          | 264         | 298         | |  |
| ATR 72-600               | 40    | 5       | –           | 70          | 70          | |  |
| Cessna 208B Gran Caravan | 24    | –       | –           | 9           | 9           | Pertencente a Azul Conecta                                                                                              |  |
| Embraer 195              | 45    | –       | –           | 118         | 118         | |  |
| Embraer 195 E2           | 31    | 75      | –           | 136         | 136         | A empresa fechou acordo para compra de 75 aeronaves, a soma de 24 novos jatos aos 51 modelos encomendados anteriormente |  |
| Pilatus PC-12            | 2     | -       | -           | 8           | 8           | Aviões Particulares Da Azul                                                                                             |  |
| Total de aeronaves       | 214   | 161     |             |             |             | |  |

*A Azul obtém dois Pilatus PC-12, para deslocamentos de mecânicos e exclusivos para manutenções leves. OBS: na tabela, onde se lê: "B" e "E", entenda-se "B" para business, "E" para econômica.
```
Listas de modelos e operacionais pela Azul
```

Transportes de cargas

## Airbus A321-P2F
| Mat rícula | Fabricante | Nome              | Modelo  | Número de série | Data de transferência ou entrega | Status           | Nome de Batismo       |
| ---------- | ---------- | ----------------- | ------- | --------------- | -------------------------------- | ---------------- | --------------------- |
| PS-AJA     | Airbus     | Airbus A321 - P2F | A321P2F |                 | 17 de Outubro de 2024            | Inicio Fev. 2025 | "Cargo Blue"          |
| PS-AJB     | Airbus     | Airbus A321 - P2F | A321P2F |                 | 07 de Novembro de 2024           | Inicio Fev. 2025 | “Cada pacote importa” |

Entrarão em operação em Fevereiro de 2025, em substituição dos Boeing 737-400F para padronização da frota.
| Matrícula | Fabricante | Nome        | Modelo          | Número de série | Data de transferência ou entrega | Status | Nome de Batismo        | Notas                                                           |
| --------- | ---------- | ----------- | --------------- | --------------- | -------------------------------- | --- | ---------------------- | --------------------------------------------------------------- |
| PR-AUK    | Embraer    | Embraer 195 | ERJ 190-200 IGW | 19000692        | 22 de outubro de 2020            | Inativo | "Ozires Silva"         | Convertidos parcialmente para cargueiros (cargueiros adaptados) |
| PR-AUO    | Embraer    | Embraer 195 | ERJ 190-200 IGW | 19000697        | 25 de fevereiro de 2023          | Operacional                                                                                                   | "Trem é Azul"          | Pintura/operação feita por: Mercado Livre                       |
| PR-AXW    | Embraer    | Embraer 195 | ERJ 190-200 IGW | 19000638        | 24 de junho de 2021              | Operacional                                                                                                   | "Azul Cargo Premium"   | —                                                               |
| PR-AYH    | Embraer    | Embraer 195 | ERJ 190-200 IGW | 19000361        | 29 de agosto de 2021             | Operacional                                                                                                   | "Maestro Carlos Gomes" | —                                                               |
| PR-AYJ    | Embraer    | Embraer 195 | ERJ 190-200 IGW | 19000370        | 22 de outubro de 2020            | Operacional                                                                                                   | "Azul Real"            | Pintura/operação feita por: Mercado Livre                       |
| PR-AYO    | Embraer    | Embraer 195 | ERJ 190-200 IGW | 19000391        | 11 de julho de 2020              | Retirado de operação e devolvido a empresa de leasing. comprado pela companhia aérea grega Lumiwings em 2023. | “Full Cargo”           | —                                                               |

Transportes de passageiros

## Embraer E-195
| Matricula | Fabricante | Nome        | Modelo                | Motores                             | Número de Série | Data de entrega ou transferência | Status | Nome de Batismo                  | Observações                                  |
| --------- | ---------- | ----------- | --------------------- | ----------------------------------- | --------------- | -------------------------------- | ------ | -------------------------------- | -------------------------------------------- |
| PR-AYE    | Embraer    | Embraer 195 | ERJ 190-200 IGW(E195) | 2x GE (General Eletric) CF34 (10E7) | 19000260        | 6 de abril de 2009               | Ativo  | “Azul da Cor do Mar”             | Deixarão a frota da Azul nos próximos meses. |
| PR-AYF    | Embraer    | Embraer 195 | ERJ 190-200 IGW(E195) | 2x GE (General Eletric) CF34 (10E7) | 19000353        | 25 de junho de 2012              | Ativo  | “Tripulante Azul”                | Deixarão a frota da Azul nos próximos meses. |
| PR-AYG    | Embraer    | Embraer 195 | ERJ 190-200 IGW(E195) | 2x GE (General Eletric) CF34 (10E7) | 19000356        | 25 de junho de 2012              | Ativo  | “Tudo Novo, Tudo Azul”           | Deixarão a frota da Azul nos próximos meses. |
| PR-AYI    | Embraer    | Embraer 195 | ERJ 190-200 IGW(E195) | 2x GE (General Eletric) CF34 (10E7) | 19000366        | 21 de julho de 2010              | Ativo  | “Azul Celeste”                   | Deixarão a frota da Azul nos próximos meses. |
| PR-AYK    | Embraer    | Embraer 195 | ERJ 190-200 IGW(E195) | 2x GE (General Eletric) CF34 (10E7) | 19000374        | 24 de agosto de 2012             | Ativo  | “Diamante Azul”                  | Deixarão a frota da Azul nos próximos meses. |
| PR-AYL    | Embraer    | Embraer 195 | ERJ 190-200 IGW(E195) | 2x GE (General Eletric) CF34 (10E7) | 19000378        | 24 de setembro de 2012           | Ativo  | “Amazônia Azul”                  | Deixarão a frota da Azul nos próximos meses. |
| PR-AYV    | Embraer    | Embraer 195 | ERJ 190-200 IGW(E195) | 2x GE (General Eletric) CF34 (10E7) | 19000449        | 21 de setembro de 2011           | Ativo  | “Azul Brasil”                    | Deixarão a frota da Azul nos próximos meses. |
| PR-AYW    | Embraer    | Embraer 195 | ERJ 190-200 IGW(E195) | 2x GE (General Eletric) CF34 (10E7) | 19000458        | 1 de novembro de 2012            | Ativo  | “Vento Azul”                     | Deixarão a frota da Azul nos próximos meses. |
| PR-AYX    | Embraer    | Embraer 195 | ERJ 190-200 IGW(E195) | 2x GE (General Eletric) CF34 (10E7) | 19000471        | 25 de outubro de 2011            | Ativo  | “Azul e Verde”                   | Deixarão a frota da Azul nos próximos meses. |
| PR-AYY    | Embraer    | Embraer 195 | ERJ 190-200 IGW(E195) | 2x GE (General Eletric) CF34 (10E7) | 19000475        | 29 de maio de 2014               | Ativo  | “Sorriso Azul.”                  | Deixarão a frota da Azul nos próximos meses. |
| PR-AYZ    | Embraer    | Embraer 195 | ERJ 190-200 IGW(E195) | 2x GE (General Eletric) CF34 (10E7) | 19000484        | 7 de dezembro de 2011            | Ativo  | “Azul De A A Z”                  | Deixarão a frota da Azul nos próximos meses. |
| PR-AXC    | Embraer    | Embraer 195 | ERJ 190-200 IGW(E195) | 2x GE (General Eletric) CF34 (10E7) | 19000510        | 28 de fevereiro de 2014          | Ativo  | “Azul Tropical”                  | Deixarão a frota da Azul nos próximos meses. |
| PR-AXD    | Embraer    | Embraer 195 | ERJ 190-200 IGW(E195) | 2x GE (General Eletric) CF34 (10E7) | 19000514        | 6 de março de 2014               | Ativo  | “Azulão”                         | Deixarão a frota da Azul nos próximos meses. |
| PR-AXE    | Embraer    | Embraer 195 | ERJ 190-200 IGW(E195) | 2x GE (General Eletric) CF34 (10E7) | 19000521        | 30 de março de 2012              | Ativo  | “Axé Azul”                       | Deixarão a frota da Azul nos próximos meses. |
| PR-AXF    | Embraer    | Embraer 195 | ERJ 190-200 IGW(E195) | 2x GE (General Eletric) CF34 (10E7) | 19000530        | 24 de abril de 2012              | Ativo  | “Azul Acima De Tudo”             | Deixarão a frota da Azul nos próximos meses. |
| PR-AXG    | Embraer    | Embraer 195 | ERJ 190-200 IGW(E195) | 2x GE (General Eletric) CF34 (10E7) | 19000540        | 18 de maio de 2012               | Ativo  | “Trovão Azul”                    | Deixarão a frota da Azul nos próximos meses. |
| PR-AXH    | Embraer    | Embraer 195 | ERJ 190-200 IGW(E195) | 2x GE (General Eletric) CF34 (10E7) | 19000569        | 22 de fevereiro de 2013          | Ativo  | “Verão Azul”                     | Deixarão a frota da Azul nos próximos meses. |
| PR-AXI    | Embraer    | Embraer 195 | ERJ 190-200 IGW(E195) | 2x GE (General Eletric) CF34 (10E7) | 19000575        | 7 de dezembro de 2012            | Ativo  | “Piloto Azul”                    | Deixarão a frota da Azul nos próximos meses. |
| PR-AXJ    | Embraer    | Embraer 195 | ERJ 190-200 IGW(E195) | 2x GE (General Eletric) CF34 (10E7) | 19000580        | 13 de dezembro de 2012           | Ativo  | “O Sul é Azul”                   | Deixarão a frota da Azul nos próximos meses. |
| PR-AXK    | Embraer    | Embraer 195 | ERJ 190-200 IGW(E195) | 2x GE (General Eletric) CF34 (10E7) | 19000585        | 27 de agosto de 2014             | Ativo  | “Águia Branca”                   | Deixarão a frota da Azul nos próximos meses. |
| PR-AXL    | Embraer    | Embraer 195 | ERJ 190-200 IGW(E195) | 2x GE (General Eletric) CF34 (10E7) | 19000588        | 12 de dezembro de 2012           | Ativo  | “Flecha Azul”                    | Deixarão a frota da Azul nos próximos meses. |
| PR-AXN    | Embraer    | Embraer 195 | ERJ 190-200 IGW(E195) | 2x GE (General Eletric) CF34 (10E7) | 19000590        | 17 de dezembro de 2012           | Ativo  | “Dias Azuis”                     | Deixarão a frota da Azul nos próximos meses. |
| PR-AXO    | Embraer    | Embraer 195 | ERJ 190-200 IGW(E195) | 2x GE (General Eletric) CF34 (10E7) | 19000592        | 17 de dezembro de 2012           | Ativo  | “Simplesmente Azul”              | Deixarão a frota da Azul nos próximos meses. |
| PR-AXP    | Embraer    | Embraer 195 | ERJ 190-200 IGW(E195) | 2x GE (General Eletric) CF34 (10E7) | 19000600        | 27 de fevereiro de 2013          | Ativo  | “Coração Azul”                   | Deixarão a frota da Azul nos próximos meses. |
| PR-AXR    | Embraer    | Embraer 195 | ERJ 190-200 IGW(E195) | 2x GE (General Eletric) CF34 (10E7) | 19000615        | 29 de abril de 2013              | Ativo  | “Agente De Aeroporto Azul”       | Deixarão a frota da Azul nos próximos meses. |
| PR-AXS    | Embraer    | Embraer 195 | ERJ 190-200 IGW(E195) | 2x GE (General Eletric) CF34 (10E7) | 19000620        | 24 de maio de 2013               | Ativo  | “Espírito Azul”                  | Deixarão a frota da Azul nos próximos meses. |
| PR-AXT    | Embraer    | Embraer 195 | ERJ 190-200 IGW(E195) | 2x GE (General Eletric) CF34 (10E7) | 19000621        | 27 de maio de 2013               | Ativo  | “Sangue Azul”                    | Deixarão a frota da Azul nos próximos meses. |
| PR-AXU    | Embraer    | Embraer 195 | ERJ 190-200 IGW(E195) | 2x GE (General Eletric) CF34 (10E7) | 19000626        | 21 de junho de 2013              | Ativo  | “Azul Bossa Nova”                | Deixarão a frota da Azul nos próximos meses. |
| PR-AXX    | Embraer    | Embraer 195 | ERJ 190-200 IGW(E195) | 2x GE (General Eletric) CF34 (10E7) | 19000647        | 8 de novembro de 2013            | Ativo  | “Estrela Azul”                   | Deixarão a frota da Azul nos próximos meses. |
| PR-AXY    | Embraer    | Embraer 195 | ERJ 190-200 IGW(E195) | 2x GE (General Eletric) CF34 (10E7) | 19000648        | 19 de novembro de 2013           | Ativo  | “Azul de Norte a Sul”            | Deixarão a frota da Azul nos próximos meses. |
| PR-AXZ    | Embraer    | Embraer 195 | ERJ 190-200 IGW(E195) | 2x GE (General Eletric) CF34 (10E7) | 19000650        | 12 de dezembro de 2013           | Ativo  | “Céu Azul De Brigadeiro”         | Deixarão a frota da Azul nos próximos meses. |
| PR-AUE    | Embraer    | Embraer 195 | ERJ 190-200 IGW(E195) | 2x GE (General Eletric) CF34 (10E7) | 19000677        | 23 de setembro de 2014           | Ativo  | “Azultec”                        | Deixarão a frota da Azul nos próximos meses. |
| PR-AUF    | Embraer    | Embraer 195 | ERJ 190-200 IGW(E195) | 2x GE (General Eletric) CF34 (10E7) | 19000678        | 27 de outubro de 2014            | Ativo  | “Incrivelmente Azul”             | Deixarão a frota da Azul nos próximos meses. |
| PR-AUH    | Embraer    | Embraer 195 | ERJ 190-200 IGW(E195) | 2x GE (General Eletric) CF34 (10E7) | 19000685        | 10 de dezembro de 2014           | Ativo  | “Pernambuco é Azul”              | Deixarão a frota da Azul nos próximos meses. |
| PR-AUI    | Embraer    | Embraer 195 | ERJ 190-200 IGW(E195) | 2x GE (General Eletric) CF34 (10E7) | 19000686        | 15 de dezembro de 2014           | Ativo  | “Ada Rogato Pioneira Azul”       | Deixarão a frota da Azul nos próximos meses. |
| PR-AUJ    | Embraer    | Embraer 195 | ERJ 190-200 IGW(E195) | 2x GE (General Eletric) CF34 (10E7) | 19000688        | 27 de abril de 2015              | Ativo  | “Cmte. Omar Fontana”             | Deixarão a frota da Azul nos próximos meses. |
| PR-AUM    | Embraer    | Embraer 195 | ERJ 190-200 IGW(E195) | 2x GE (General Eletric) CF34 (10E7) | 19000693        | 29 de julho de 2015              | Ativo  | “Onde os Sonhos Voam”            | Deixarão a frota da Azul nos próximos meses. |
| PR-AUN    | Embraer    | Embraer 195 | ERJ 190-200 IGW(E195) | 2x GE (General Eletric) CF34 (10E7) | 19000696        | 23 de outubro de 2015            | Ativo  | “Azul de Felicidade”             | Deixarão a frota da Azul nos próximos meses. |
| PR-AUP    | Embraer    | Embraer 195 | ERJ 190-200 IGW(E195) | 2x GE (General Eletric) CF34 (10E7) | 19000698        | 18 de dezembro de 2015           | Ativo  | “Azul & Embraer, Embraer & Azul” | Deixarão a frota da Azul nos próximos meses. |
| PR-AUQ    | Embraer    | Embraer 195 | ERJ 190-200 IGW(E195) | 2x GE (General Eletric) CF34 (10E7) | 19000699        | 29 de novembro de 2015           | Ativo  | “Sky é Azul”                     | Deixarão a frota da Azul nos próximos meses. |

## ATR-72-600
| Matricula | Fabricante              | Nome  | Modelo            | Motores                                      | Número de Série | Data de entrega ou transferência | Status | Nome de Batismo                       | Observações                          |
| --------- | ----------------------- | ----- | ----------------- | -------------------------------------------- | --------------- | -------------------------------- | ------ | ------------------------------------- | ------------------------------------ |
| PR-AKA    | Aerospatiale and Alenia | ATR72 | ATR-72-212A(AT76) | 2x Pratt & Whitney Canada PW100 (PWC PW127M) | 1245            | 19 de maio de 2015               | Ativo  | “É azul, uai”                         |                                      |
| PR-AKB    | Aerospatiale and Alenia | ATR72 | ATR-72-212A(AT76) | 2x Pratt & Whitney Canada PW100 (PWC PW127M) | 1253            | 24 de junho e 2015               | Ativo  | “Tuiuiu Azul”                         |                                      |
| PR-AKC    | Aerospatiale and Alenia | ATR72 | ATR-72-212A(AT76) | 2x Pratt & Whitney Canada PW100 (PWC PW127M) | 1270            | 4 de julho de 2015               | Ativo  | “Maracatu Azul”                       |                                      |
| PR-AKD    | Aerospatiale and Alenia | ATR72 | ATR-72-212A(AT76) | 2x Pratt & Whitney Canada PW100 (PWC PW127M) | 1281            | 22 de outubro de 2015            | Ativo  | “Familia Azul”                        |                                      |
| PR-AKF    | Aerospatiale and Alenia | ATR72 | ATR-72-212A(AT76) | 2x Pratt & Whitney Canada PW100 (PWC PW127M) | 1292            | 26 de novembro de 2015           | Ativo  | “É Azuuuuuuuul”                       | Pintura comemorativa ao Outubro Rosa |
| PR-AKG    | Aerospatiale and Alenia | ATR72 | ATR-72-212A(AT76) | 2x Pratt & Whitney Canada PW100 (PWC PW127M) | 1294            | 9 de dezembro de 2022            | Ativo  | "Pérola Azul"                         | Já pertenceu à Azul no passado       |
| PR-AKI    | Aerospatiale and Alenia | ATR72 | ATR-72-212A(AT76) | 2x Pratt & Whitney Canada PW100 (PWC PW127M) | 1342            | 13 de fevereiro de 2018          | Ativo  | “#Azulou”                             |                                      |
| PR-AKJ    | Aerospatiale and Alenia | ATR72 | ATR-72-212A(AT76) | 2x Pratt & Whitney Canada PW100 (PWC PW127M) | 1360            | 23 de fevereiro de 2018          | Ativo  | “Azul Valente”                        |                                      |
| PR-AKL    | Aerospatiale and Alenia | ATR72 | ATR-72-212A(AT76) | 2x Pratt & Whitney Canada PW100 (PWC PW127M) | 1367            | 5 de março de 2018               | Ativo  | “Rainbow Azul”                        |                                      |
| PR-AKM    | Aerospatiale and Alenia | ATR72 | ATR-72-212A(AT76) | 2x Pratt & Whitney Canada PW100 (PWC PW127M) | 1594            | 27 de dezembro de 2021           | Ativo  | "Azul Supimpa"                        |                                      |
| PR-AKN    | Aerospatiale and Alenia | ATR72 | ATR-72-212A(AT76) | 2x Pratt & Whitney Canada PW100 (PWC PW127M) | 1596            | 27 de dezembro de 2021           | Ativo  | "Prosa Azul"                          |                                      |
| PR-AKO    | Aerospatiale and Alenia | ATR72 | ATR-72-212A(AT76) | 2x Pratt & Whitney Canada PW100 (PWC PW127M) | 1556            | 27 de dezembro de 2021           | Ativo  | "Brasileirinho"                       | Pintura: "Bandeirinha do Brasil"     |
| PR-AQA    | Aerospatiale and Alenia | ATR72 | ATR-72-212A(AT76) | 2x Pratt & Whitney Canada PW100 (PWC PW127M) | 1052            | 26 de outubro de 2012            | Ativo  | “Para Sempre Azul”                    |                                      |
| PR-AQB    | Aerospatiale and Alenia | ATR72 | ATR-72-212A(AT76) | 2x Pratt & Whitney Canada PW100 (PWC PW127M) | 1054            | 20 de novembro de 2012           | Ativo  | “Azul, Blanc Et Rouge”                |                                      |
| PR-AQE    | Aerospatiale and Alenia | ATR72 | ATR-72-212A(AT76) | 2x Pratt & Whitney Canada PW100 (PWC PW127M) | 1066            | 28 de dezembro de 2012           | Ativo  | “100% Azul”                           |                                      |
| PR-AQH    | Aerospatiale and Alenia | ATR72 | ATR-72-212A(AT76) | 2x Pratt & Whitney Canada PW100 (PWC PW127M) | 1082            | 24 de abril de 2013              | Ativo  | “Infinito Azul”                       |                                      |
| PR-AQI    | Aerospatiale and Alenia | ATR72 | ATR-72-212A(AT76) | 2x Pratt & Whitney Canada PW100 (PWC PW127M) | 1088            | 27 de abril de 2013              | Ativo  | “E Azul, E Azul”                      |                                      |
| PR-AQJ    | Aerospatiale and Alenia | ATR72 | ATR-72-212A(AT76) | 2x Pratt & Whitney Canada PW100 (PWC PW127M) | 1094            | 1 de agosto de 2013              | Ativo  | “Alma Azul”                           |                                      |
| PR-AQK    | Aerospatiale and Alenia | ATR72 | ATR-72-212A(AT76) | 2x Pratt & Whitney Canada PW100 (PWC PW127M) | 1100            | 31 de março de 2014              | Ativo  | “Azul Fever”                          |                                      |
| PR-AQL    | Aerospatiale and Alenia | ATR72 | ATR-72-212A(AT76) | 2x Pratt & Whitney Canada PW100 (PWC PW127M) | 1002            | 7 de agosto de 2013              | Ativo  | “Dia Lindo, Dia Azul”                 |                                      |
| PR-AQM    | Aerospatiale and Alenia | ATR72 | ATR-72-212A(AT76) | 2x Pratt & Whitney Canada PW100 (PWC PW127M) | 1113            | 31 de março de 2014              | Ativo  | “Pantanal Azul”                       |                                      |
| PR-AQN    | Aerospatiale and Alenia | ATR72 | ATR-72-212A(AT76) | 2x Pratt & Whitney Canada PW100 (PWC PW127M) | 1115            | 31 de março de 2014              | Ativo  | “Azulmania”                           |                                      |
| PR-AQO    | Aerospatiale and Alenia | ATR72 | ATR-72-212A(AT76) | 2x Pratt & Whitney Canada PW100 (PWC PW127M) | 1138            | 22 de março de 2014              | Ativo  | “Vamos de Azul”                       |                                      |
| PR-AQP    | Aerospatiale and Alenia | ATR72 | ATR-72-212A(AT76) | 2x Pratt & Whitney Canada PW100 (PWC PW127M) | 1144            | 12 de abril de 2014              | Ativo  | “Guerreiro Azul”                      |                                      |
| PR-AQQ    | Aerospatiale and Alenia | ATR72 | ATR-72-212A(AT76) | 2x Pratt & Whitney Canada PW100 (PWC PW127M) | 1166            | 5 de agosto de 2014              | Ativo  | “Eu Sempre Sonhei Azul”               |                                      |
| PR-AQR    | Aerospatiale and Alenia | ATR72 | ATR-72-212A(AT76) | 2x Pratt & Whitney Canada PW100 (PWC PW127M) | 1173            | 28 de agosto de 2014             | Ativo  | “Se você fosse uma cor, seria o Azul” |                                      |
| PR-AQS    | Aerospatiale and Alenia | ATR72 | ATR-72-212A(AT76) | 2x Pratt & Whitney Canada PW100 (PWC PW127M) | 1180            | 17 de outubro de 2014            | Ativo  | “Lindo Voo Azul”                      |                                      |
| PR-AQT    | Aerospatiale and Alenia | ATR72 | ATR-72-212A(AT76) | 2x Pratt & Whitney Canada PW100 (PWC PW127M) | 1190            | 26 de novembro de 2014           | Ativo  | “Lua Azul”                            |                                      |
| PR-AQV    | Aerospatiale and Alenia | ATR72 | ATR-72-212A(AT76) | 2x Pratt & Whitney Canada PW100 (PWC PW127M) | 1195            | 19 de dezembro de 2014           | Ativo  | “Gralha Azul”                         |                                      |
| PR-AQZ    | Aerospatiale and Alenia | ATR72 | ATR-72-212A(AT76) | 2x Pratt & Whitney Canada PW100 (PWC PW127M) | 1241            | 20 de abril de 2015              | Ativo  | “Azul, Asas Do Brasil”                |                                      |
| PR-ATV    | Aerospatiale and Alenia | ATR72 | ATR-72-212A(AT76) | 2x Pratt & Whitney Canada PW100 (PWC PW127M) | 1043            | 18 de setembro de 2012           | Ativo  | “Magia Azul”                          |                                      |
| PR-ATW    | Aerospatiale and Alenia | ATR72 | ATR-72-212A(AT76) | 2x Pratt & Whitney Canada PW100 (PWC PW127M) | 1046            | 4 de outubro de 2012             | Ativo  | “Horizonte Azul”                      |                                      |
| PR-TKI    | Aerospatiale and Alenia | ATR72 | ATR-72-212A(AT76) | 2x Pratt & Whitney Canada PW100 (PWC PW127M) | 967             | 29 de setembro de 2014           | Ativo  | "Frevo Azul"                          |                                      |
| PR-TKJ    | Aerospatiale and Alenia | ATR72 | ATR-72-212A(AT76) | 2x Pratt & Whitney Canada PW100 (PWC PW127M) | 971             | 6 de março de 2013               | Ativo  | “”                                    |                                      |
| PR-TKK    | Aerospatiale and Alenia | ATR72 | ATR-72-212A(AT76) | 2x Pratt & Whitney Canada PW100 (PWC PW127M) | 987             | 6 de março de 2013               | Ativo  | “Tri Azul”                            |                                      |
| PR-TKL    | Aerospatiale and Alenia | ATR72 | ATR-72-212A(AT76) | 2x Pratt & Whitney Canada PW100 (PWC PW127M) | 992             | 6 de março de 2013               | Ativo  | ""                                    |                                      |
| PR-TKM    | Aerospatiale and Alenia | ATR72 | ATR-72-212A(AT76) | 2x Pratt & Whitney Canada PW100 (PWC PW127M) | 998             | 6 de março de 2013               | Ativo  | ""                                    |                                      |
| PR-YXA    | Aerospatiale and Alenia | ATR72 | ATR-72-212A(AT76) | 2x Pratt & Whitney Canada PW100 (PWC PW127M) | 1639            | 8 de dezembro de 2022            | Ativo  | "Desbravador Azul"                    |                                      |
| PR-YXB    | Aerospatiale and Alenia | ATR72 | ATR-72-212A(AT76) | 2x Pratt & Whitney Canada PW100 (PWC PW127M) | 1666            | 30 de junho de 2023              | Ativo  | "Amor Azul"                           |                                      |
| PR-YXC    | Aerospatiale and Alenia | ATR72 | ATR-72-212A(AT76) | 2x Pratt & Whitney Canada PW100 (PWC PW127M) | 1667            | 6 de setembro de 2023            | Ativo  | "Céu, Azul sem limites"               |                                      |
| PR-YXD    | Aerospatiale and Alenia | ATR72 | ATR-72-212A(AT76) | 2x Pratt & Whitney Canada PW100 (PWC PW127M) | 1696            | 26 de junho de 2024              | Ativo  | "Trem Azul"                           |                                      |
| PR-YXE    | Aerospatiale and Alenia | ATR72 | ATR-72-212A(AT76) | 2x Pratt & Whitney Canada PW100 (PWC PW127M) | 1706            | 11 de abril de 2025              | Ativo  | "Somos Azul"                          |                                      |
| PR-YXF    | Aerospatiale and Alenia | ATR72 | ATR-72-212A(AT76) | 2x Pratt & Whitney Canada PW100 (PWC PW127M) | 1710            | 12 de abril de 2025              | Ativo  | "Alvorada Azul"                       |                                      |
| PR-YXT    | Aerospatiale and Alenia | ATR72 | ATR-72-212A(AT76) | 2x Pratt & Whitney Canada PW100 (PWC PW127M) | 1638            | 14 de dezembro de 2022           | Ativo  | "Triunfo Azul"                        |                                      |

## Airbus A330
| Matricula | Fabricante | Nome | Modelo         | Motores                                 | Número de Série | Ano de fabricação | Data de entrega ou transferência | Status | Nome de Batismo   | Observações |
| --------- | ---------- | ---- | -------------- | --------------------------------------- | --------------- | ----------------- | -------------------------------- | ------ | ----------------- | --- |
| PR-AIL    | Airbus SE  | A330 | A330-243(A332) | 2x RR (Rolls Royce) Trent 700 (772B-60) | 991             | 2009              | 11 de outubro de 2024            | Ativo  | "Encanto Azul"    | Informações sobre essas 4 aeronaves, que entrarão na frota da Azul, nos próximos meses.                                |
| PR-AIN    | Airbus SE  | A330 | A330-243(A332) | 2x RR (Rolls Royce) Trent 700 (772B-60) | 975             | 2008              | 3 de setembro de 2024            | Ativo  | "Asa Azul"        | |
| PR-AIP    | Airbus SE  | A330 | A330-243(A332) | 2x RR (Rolls Royce) Trent 700 (772B-60) | 1208            | 2011              | —                                | —      | —                 | |
| PR-AIQ    | Airbus SE  | A330 | A330-243(A332) | 2x RR (Rolls Royce) Trent 700 (772B-60) | 1279            | 2011              | —                                | —      | —                 | |
| PR-AIV    | Airbus SE  | A330 | A330-243(A332) | 2x RR (Rolls Royce) Trent 700 (772B-60) | 532             | 2003              | 8 de setembro de 2014            | Ativo  | “Nação Azul”      | Pintura: "Bandeirinha do Brasil"                                                                                       |
| PR-AIW    | Airbus SE  | A330 | A330-243(A332) | 2x RR (Rolls Royce) Trent 700 (772B-60) | 462             | 2002              | 12 de dezembro de 2014           | Ativo  | “Welcome to Azul” | |
| PR-AIZ    | Airbus SE  | A330 | A330-243(A332) | 2x RR (Rolls Royce) Trent 700 (772B-60) | 527             | 2003              | 25 de junho de 2014              | Ativo  | “America Azul”    | Todos esses A330 (com exceção do PR-AIS, que irá para FAB), estão com previsão de saírem a partir de novembro de 2022. |

Rotas feitas pelo A330 (após a pandemia): Campinas x Lisboa, Campinas x Orlando e Campinas x Fort Lauderdale.

## Airbus A330-900neo
| Matricula | Fabricante | Nome    | Modelo         | Motores                                  | Nº de poltronas | Número de Série | Ano de fabricação | Data de entrega ou transferência | Status | Nome de Batismo         | Observações                                                                  |
| --------- | ---------- | ------- | -------------- | ---------------------------------------- | --------------- | --------------- | ----------------- | -------------------------------- | ------ | ----------------------- | ---------------------------------------------------------------------------- |
| PR-ANB    | Airbus SE  | A330neo | A330-941(A339) | 2x RR (Rolls Royce) Trent 7000 (7000-72) | —               | 1901            | 2019              | —                                | —      | —                       | Informações sobre esses 2 A330neo que estão por integrar a frota da empresa. |
| PR-ANC    | Airbus SE  | A330neo | A330-941(A339) | 2x RR (Rolls Royce) Trent 7000 (7000-72) | —               | 1903            | 2019              | —                                | —      | —                       |                                                                              |
| PR-ANV    | Airbus SE  | A330neo | A330-941(A339) | 2x RR (Rolls Royce) Trent 7000 (7000-72) | B-34/E-264      | 1952            | 2019              | 5 de novembro de 2022            | Ativo  | “La Belle Azul”         | Equipado com a pintura rosa, em função da campanha Outubro Rosa.             |
| PR-ANW    | Airbus SE  | A330neo | A330-941(A339) | 2x RR (Rolls Royce) Trent 7000 (7000-72) | B-34/E-264      | 1934            | 2019              | 6 de novembro de 2020            | Ativo  | "Gigante Azul"          |                                                                              |
| PR-ANX    | Airbus SE  | A330neo | A330-941(A339) | 2x RR (Rolls Royce) Trent 7000 (7000-72) | B-34/E-264      | 1924            | 2019              | 16 de novembro de 2020           | Ativo  | "Azul Around the World" |                                                                              |
| PR-ANY    | Airbus SE  | A330neo | A330-941(A339) | 2x RR (Rolls Royce) Trent 7000 (7000-72) | B-34/E-264      | 1895            | 2018              | 31 de outubro de 2019            | Ativo  | “Azul sem Fim”          | 2º A330N novo da Azul.                                                       |
| PR-ANZ    | Airbus SE  | A330neo | A330-941(A339) | 2x RR (Rolls Royce) Trent 7000 (7000-72) | B-34/E-264      | 1876            | 2018              | 11 de maio de 2019               | Ativo  | “O Mundo é Azul”        | O primeiro A330neo a operar nas Américas, 1º A330neo novo da Azul            |

Rotas feitas pelo A330Neo: Campinas x Lisboa, Campinas x Orlando e Campinas x Fort Lauderdale.

## Embraer E-195 E2

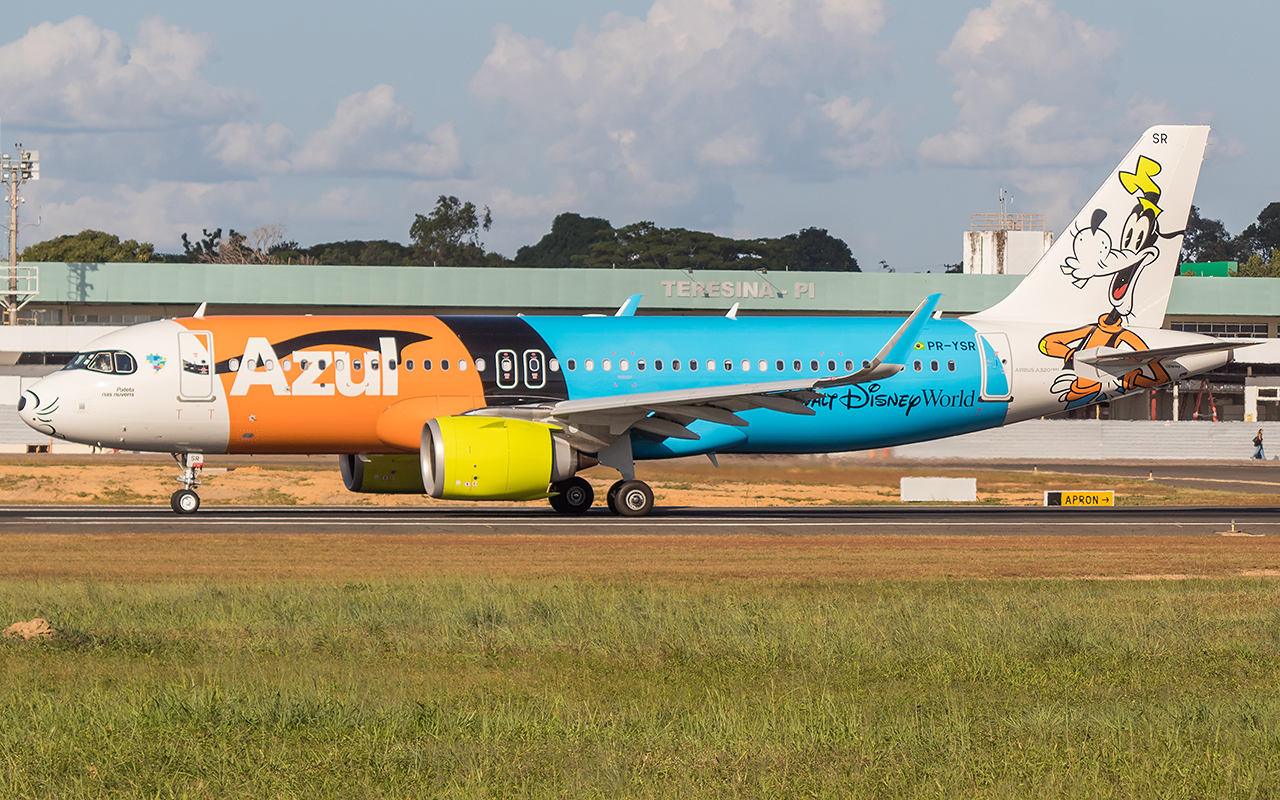
Airbus A320-251N - Azul PR-YSR (Goofy - Walt Disney World Livery) Aeroporto de Teresina - PI

| Matrícula | Fabricante | Nome            | Modelo                | Motores                                                       | Nº de poltronas | Número de Série | Ano de fabricação | Data de entrega ou transferência | Status | Nome de Batismo                     | Observações |
| --------- | ---------- | --------------- | --------------------- | ------------------------------------------------------------- | --------------- | --------------- | ----------------- | -------------------------------- | ------ | ----------------------------------- | --- |
| PR-PJN    | Embraer    | Embraer E195-E2 | ERJ 190-400 STD(E295) | 2x Turbofan Pratt & Whitney PW1900G (Pure Power 1000G Family) | E-136           | 19020018        | 2019              | 12 de setembro de 2019           | Ativo  | "Sou Azul"                          | O primeiro E195-E2 de nova geração de CIA aérea. O Primeiro E-195 de 2º geração do mundo. Prefixo em homenagem ao ex-presidente da empresa, Pedro Janot |
| PS-ADA    | Embraer    | Embraer E195-E2 | ERJ 190-400 STD(E295) | 2x Turbofan Pratt & Whitney PW1900G (Pure Power 1000G Family) | E-136           | 19020160        | 2024              | 13 de dezembro de 2024           | Ativo  | "Azul do Cerrado"                   | |
| PS-ADB    | Embraer    | Embraer E195-E2 | ERJ 190-400 STD(E295) | 2x Turbofan Pratt & Whitney PW1900G (Pure Power 1000G Family) | E-136           | 19020166        | 2025              | 8 de março de 2025               | Ativo  | “Sou do Brasil, sou Azul”           | |
| PS-ADC    | Embraer    | Embraer E195-E2 | ERJ 190-400 STD(E295) | 2x Turbofan Pratt & Whitney PW1900G (Pure Power 1000G Family) | E-136           | 19020162        | 2024              | 26 de dezembro de 2024           | Ativo  | "Samba Azul"                        | |
| PS-ADD    | Embraer    | Embraer E195-E2 | ERJ 190-400 STD(E295) | 2x Turbofan Pratt & Whitney PW1900G (Pure Power 1000G Family) | E-136           | 19020164        | 2024              | 26 de dezembro de 2024           | Ativo  | "Onde os sonhos voam"               | |
| PS-ADE    | Embraer    | Embraer E195-E2 | ERJ 190-400 STD(E295) | 2x Turbofan Pratt & Whitney PW1900G (Pure Power 1000G Family) | E-136           | 19020168        | 2025              | 4 de abril de 2025               | Ativo  | "Voo Azul"                          | |
| PS-ADF    | Embraer    | Embraer E195-E2 | ERJ 190-400 STD(E295) | 2x Turbofan Pratt & Whitney PW1900G (Pure Power 1000G Family) | E-136           | 19020169        | 2025              | 4 de abril de 2025               | Ativo  | "Canarinho Azul"                    | |
| PS-AEA    | Embraer    | Embraer E195-E2 | ERJ 190-400 STD(E295) | 2x Turbofan Pratt & Whitney PW1900G (Pure Power 1000G Family) | E-136           | 19020020        | 2019              | 5 de novembro de 2019            | Ativo  | "Azul é Rosa"                       | Equipado com a pintura rosa, em função da campanha Outubro Rosa.                                                                                        |
| PS-AEB    | Embraer    | Embraer E195-E2 | ERJ 190-400 STD(E295) | 2x Turbofan Pratt & Whitney PW1900G (Pure Power 1000G Family) | E-136           | 19020021        | 2019              | 22 de novembro de 2019           | Ativo  | "Azul, é nóis"                      | |
| PS-AEC    | Embraer    | Embraer E195-E2 | ERJ 190-400 STD(E295) | 2x Turbofan Pratt & Whitney PW1900G (Pure Power 1000G Family) | E-136           | 19020025        | 2019              | 14 de dezembro de 2019           | Ativo  | "Azul Lindimais"                    | |
| PS-AED    | Embraer    | Embraer E195-E2 | ERJ 190-400 STD(E295) | 2x Turbofan Pratt & Whitney PW1900G (Pure Power 1000G Family) | E-136           | 19020028        | 2020              | 29 de fevereiro de 2020          | Ativo  | "Azul, meu xodó"                    | |
| PS-AEE    | Embraer    | Embraer E195-E2 | ERJ 190-400 STD(E295) | 2x Turbofan Pratt & Whitney PW1900G (Pure Power 1000G Family) | E-136           | 19020032        | 2020              | 29 de outubro de 2020            | Ativo  | "Esse "E2 bão"!"                    | |
| PS-AEF    | Embraer    | Embraer E195-E2 | ERJ 190-400 STD(E295) | 2x Turbofan Pratt & Whitney PW1900G (Pure Power 1000G Family) | E-136           | 19020033        | 2020              | 13 de novembro de 2020           | Ativo  | "Ararinha Azul"                     | Nomeado de "Ararinha Azul" em alusão e homenagem à fauna e à flora do Brasil.                                                                           |
| PS-AEG    | Embraer    | Embraer E195-E2 | ERJ 190-400 STD(E295) | 2x Turbofan Pratt & Whitney PW1900G (Pure Power 1000G Family) | E-136           | 19020034        | 2020              | 23 de dezembro de 2020           | Ativo  | "Azul de coração"                   | |
| PS-AEH    | Embraer    | Embraer E195-E2 | ERJ 190-400 STD(E295) | 2x Turbofan Pratt & Whitney PW1900G (Pure Power 1000G Family) | E-136           | 19020035        | 2020              | 23 de dezembro de 2020           | Ativo  | "Valor Azul"                        | |
| PS-AEI    | Embraer    | Embraer E195-E2 | ERJ 190-400 STD(E295) | 2x Turbofan Pratt & Whitney PW1900G (Pure Power 1000G Family) | E-136           | 19020037        | 2022              | 11 de outubro de 2022            | Ativo  | "Azul tá on"                        | |
| PS-AEJ    | Embraer    | Embraer E195-E2 | ERJ 190-400 STD(E295) | 2x Turbofan Pratt & Whitney PW1900G (Pure Power 1000G Family) | E-136           | 19020079        | 2022              | 23 de novembro de 2022           | Ativo  | "Azul pra chamar de seu"            | |
| PS-AEK    | Embraer    | Embraer E195-E2 | ERJ 190-400 STD(E295) | 2x Turbofan Pratt & Whitney PW1900G (Pure Power 1000G Family) | E-136           | 19020081        | 2022              | 2 de dezembro de 2022            | Ativo  | "A de Azul B de Brasil"             | |
| PS-AEL    | Embraer    | Embraer E195-E2 | ERJ 190-400 STD(E295) | 2x Turbofan Pratt & Whitney PW1900G (Pure Power 1000G Family) | E-136           | 19020083        | 2022              | 15 de dezembro de 2022           | Ativo  | "O Azul mais bonito"                | |
| PS-AEM    | Embraer    | Embraer E195-E2 | ERJ 190-400 STD(E295) | 2x Turbofan Pratt & Whitney PW1900G (Pure Power 1000G Family) | E-136           | 19020089        | 2022              | 3 de janeiro de 2023             | Ativo  | "Calmaria Azul"                     | |
| PS-AEN    | Embraer    | Embraer E195-E2 | ERJ 190-400 STD(E295) | 2x Turbofan Pratt & Whitney PW1900G (Pure Power 1000G Family) | E-136           | 19020088        | 2022              | 29 de dezembro de 2022           | Ativo  | "#MelhorDoMundo"                    | |
| PS-AEO    | Embraer    | Embraer E195-E2 | ERJ 190-400 STD(E295) | 2x Turbofan Pratt & Whitney PW1900G (Pure Power 1000G Family) | E-136           | 19020092        | 2023              | 19 de maio de 2023               | Ativo  | "Céu do Brasil"                     | |
| PS-AEP    | Embraer    | Embraer E195-E2 | ERJ 190-400 STD(E295) | 2x Turbofan Pratt & Whitney PW1900G (Pure Power 1000G Family) | E-136           | 19020091        | 2023              | 28 de abril de 2023              | Ativo  | "Pedacinho do Céu"                  | |
| PS-AEQ    | Embraer    | Embraer E195-E2 | ERJ 190-400 STD(E295) | 2x Turbofan Pratt & Whitney PW1900G (Pure Power 1000G Family) | E-136           | 19020107        | 2023              | 14 de Novembro de 2023           | Ativo  | "Azul, meu bem"                     | |
| PS-AER    | Embraer    | Embraer E195-E2 | ERJ 190-400 STD(E295) | 2x Turbofan Pratt & Whitney PW1900G (Pure Power 1000G Family) | E-136           | 19020110        | 2023              | 1 de dezembro de 2023            | Ativo  | "Azul Bossa Nova"                   | |
| PS-AES    | Embraer    | Embraer E195-E2 | ERJ 190-400 STD(E295) | 2x Turbofan Pratt & Whitney PW1900G (Pure Power 1000G Family) | E-136           | 19020112        | 2023              | 16 de dezembro de 2023           | Ativo  | "15 anos de céu Azul"               | |
| PS-AET    | Embraer    | Embraer E195-E2 | ERJ 190-400 STD(E295) | 2x Turbofan Pratt & Whitney PW1900G (Pure Power 1000G Family) | E-136           | 19020073        | 2024              | 13 de dezembro de 2024           | Ativo  | "Sonho Azul"                        | |
| PS-AEU    | Embraer    | Embraer E195-E2 | ERJ 190-400 STD(E295) | 2x Turbofan Pratt & Whitney PW1900G (Pure Power 1000G Family) | E-136           | 19020132        | 2024              | 15 de junho de 2024              | Ativo  | "Azul & Embraer. Orgulho do Brasil" | |
| PS-AEV    | Embraer    | Embraer E195-E2 | ERJ 190-400 STD(E295) | 2x Turbofan Pratt & Whitney PW1900G (Pure Power 1000G Family) | E-136           | 19020136        | 2024              | 1 de julho de 2024               | Ativo  | "Sorrisos nas Nuvens"               | |
| PS-AEW    | Embraer    | Embraer E195-E2 | ERJ 190-400 STD(E295) | 2x Turbofan Pratt & Whitney PW1900G (Pure Power 1000G Family) | E-136           | 19020141        | 2024              | 2 de agosto de 2024              | Ativo  | "Aquele abraço Azul"                | |
| PS-AEX    | Embraer    | Embraer E195-E2 | ERJ 190-400 STD(E295) | 2x Turbofan Pratt & Whitney PW1900G (Pure Power 1000G Family) | E-136           | 19020145        | 2024              | 24 de setembro de 2024           | Ativo  | "Força Azul"                        | |
| PS-AEY    | Embraer    | Embraer E195-E2 | ERJ 190-400 STD(E295) | 2x Turbofan Pratt & Whitney PW1900G (Pure Power 1000G Family) | E-136           | 19020148        | 2024              | 25 de novembro de 2024           | Ativo  | "Coração Brasileiro"                | |
| PS-AEZ    | Embraer    | Embraer E195-E2 | ERJ 190-400 STD(E295) | 2x Turbofan Pratt & Whitney PW1900G (Pure Power 1000G Family) | E-136           | 19020157        | 2024              | 20 de dezembro de 2024           | Ativo  | "Meu E2 Azul"                       | |

## Airbus A320neo
| Matrícula | Fabricante | Nome    | Modelo          | Motores                                 | Nº de poltronas | Número de Série | Ano de fabricação | Data de entrega ou transferência | Status | Nome de Batismo                | Observações                                        |
| --------- | ---------- | ------- | --------------- | --------------------------------------- | --------------- | --------------- | ----------------- | -------------------------------- | ------ | ------------------------------ | -------------------------------------------------- |
| PR-YRA    | Airbus SE  | A320neo | A320-251N(A20N) | 2x CFM International LEAP-X (LEAP-1A26) | E-174           | 7186            | 2016              | 20 de outubro de 2016            | Ativo  | “Vida Azul”                    | Primeiro A320neo da companhia a entrar em operação |
| PR-YRB    | Airbus SE  | A320neo | A320-251N(A20N) | 2x CFM International LEAP-X (LEAP-1A26) | E-174           | 7283            | 2016              | 17 de novembro de 2016           | Ativo  | “Futuro Azul”                  |                                                    |
| PR-YRC    | Airbus SE  | A320neo | A320-251N(A20N) | 2x CFM International LEAP-X (LEAP-1A26) | E-174           | 7291            | 2016              | 26 de novembro de 2016           | Ativo  | “Totalmente Azul”              |                                                    |
| PR-YRD    | Airbus SE  | A320neo | A320-251N(A20N) | 2x CFM International LEAP-X (LEAP-1A26) | E-174           | 7354            | 2016              | 11 de dezembro de 2016           | Ativo  | “320 vezes Azul”               |                                                    |
| PR-YRE    | Airbus SE  | A320neo | A320-251N(A20N) | 2x CFM International LEAP-X (LEAP-1A26) | E-174           | 7386            | 2016              | 23 de dezembro de 2016           | Ativo  | “20 fazer mais Azul”           |                                                    |
| PR-YRF    | Airbus SE  | A320neo | A320-251N(A20N) | 2x CFM International LEAP-X (LEAP-1A26) | E-174           | 7409            | 2017              | 20 de janeiro de 2017            | Ativo  | “Sou Azul 320%”                |                                                    |
| PR-YRH    | Airbus SE  | A320neo | A320-251N(A20N) | 2x CFM International LEAP-X (LEAP-1A26) | E-174           | 7494            | 2017              | 5 de março de 2017               | Ativo  | “Neo Azul”                     |                                                    |
| PR-YRI    | Airbus SE  | A320neo | A320-251N(A20N) | 2x CFM International LEAP-X (LEAP-1A26) | E-174           | 7521            | 2017              | 29 de março de 2017              | Ativo  | “Tudo Azul Diamante”           |                                                    |
| PR-YRJ    | Airbus SE  | A320neo | A320-253N(A20N) | 2x CFM International LEAP-X (LEAP-1A26) | E-174           | 7828            | 2017              | 8 de novembro de 2017            | Ativo  | “InovAzul”                     |                                                    |
| PR-YRK    | Airbus SE  | A320neo | A320-253N(A20N) | 2x CFM International LEAP-X (LEAP-1A26) | E-174           | 7960            | 2017              | 25 de novembro de 2017           | Ativo  | “Brilho Azul”                  |                                                    |
| PR-YRL    | Airbus SE  | A320neo | A320-253N(A20N) | 2x CFM International LEAP-X (LEAP-1A26) | E-174           | 8005            | 2017              | 16 de dezembro de 2017           | Ativo  | “Céu Azul de Campinas”         |                                                    |
| PR-YRN    | Airbus SE  | A320neo | A320-253N(A20N) | 2x CFM International LEAP-X (LEAP-1A26) | E-174           | 8059            | 2017              | 31 de dezembro de 2017           | Ativo  | “Desafio Azul”                 |                                                    |
| PR-YRO    | Airbus SE  | A320neo | A320-253N(A20N) | 2x CFM International LEAP-X (LEAP-1A26) | E-174           | 8091            | 2018              | 31 de janeiro de 2018            | Ativo  | “20 também é Azul”             |                                                    |
| PR-YRQ    | Airbus SE  | A320neo | A320-253N(A20N) | 2x CFM International LEAP-X (LEAP-1A26) | E-174           | 8105            | 2018              | 23 de fevereiro de 2018          | Ativo  | “Azul é 10”                    |                                                    |
| PR-YRR    | Airbus SE  | A320neo | A320-253N(A20N) | 2x CFM International LEAP-X (LEAP-1A26) | E-174           | 8330            | 2018              | 13 de julho de 2018              | Ativo  | “#TMJ Azul”                    |                                                    |
| PR-YRS    | Airbus SE  | A320neo | A320-253N(A20N) | 2x CFM International LEAP-X (LEAP-1A26) | E-174           | 8377            | 2018              | 3 de outubro de 2018             | Ativo  | “Vitoriosas da Azul”           | Pintura comemorativa ao "Outubro Rosa"             |
| PR-YRT    | Airbus SE  | A320neo | A320-253N(A20N) | 2x CFM International LEAP-X (LEAP-1A26) | E-174           | 8297            | 2018              | 5 de julho de 2018               | Ativo  | “O fantástico mundo Azul”      |                                                    |
| PR-YRU    | Airbus SE  | A320neo | A320-253N(A20N) | 2x CFM International LEAP-X (LEAP-1A26) | E-174           | 8340            | 2018              | 1 de setembro de 2018            | Ativo  | “Alegria Azul”                 |                                                    |
| PR-YRV    | Airbus SE  | A320neo | A320-253N(A20N) | 2x CFM International LEAP-X (LEAP-1A26) | E-174           | 8679            | 2018              | 28 de dezembro de 2018           | Ativo  | “Azul 10bravando o Mundo”      |                                                    |
| PR-YRW    | Airbus SE  | A320neo | A320-253N(A20N) | 2x CFM International LEAP-X (LEAP-1A26) | E-174           | 8687            | 2018              | 26 de dezembro de 2018           | Ativo  | “Fenômeno Azul”                |                                                    |
| PR-YRX    | Airbus SE  | A320neo | A320-251N(A20N) | 2x CFM International LEAP-X (LEAP-1A26) | E-174           | 8700            | 2018              | 22 de janeiro de 2019            | Ativo  | “Blue wings”                   |                                                    |
| PR-YRY    | Airbus SE  | A320neo | A320-251N(A20N) | 2x CFM International LEAP-X (LEAP-1A26) | E-174           | 8705            | 2018              | 25 de janeiro de 2019            | Ativo  | “Azul Avante”                  |                                                    |
| PR-YRZ    | Airbus SE  | A320neo | A320-251N(A20N) | 2x CFM International LEAP-X (LEAP-1A26) | E-174           | 8788            | 2019              | 23 de março de 2019              | Ativo  | “Sempre Azul”                  |                                                    |
| PR-YSA    | Airbus SE  | A320neo | A320-251N(A20N) | 2x CFM International LEAP-X (LEAP-1A26) | E-174           | 9062            | 2019              | 2 de janeiro de 2020             | Ativo  | “NEO da cor do céu”            |                                                    |
| PR-YSB    | Airbus SE  | A320neo | A320-251N(A20N) | 2x CFM International LEAP-X (LEAP-1A26) | E-174           | 9362            | 2019              | 15 de dezembro de 2019           | Ativo  | “Sorria, você está na Azul"    |                                                    |
| PR-YSC    | Airbus SE  | A320neo | A320-251N(A20N) | 2x CFM International LEAP-X (LEAP-1A26) | E-174           | 9256            | 2019              | 2 de dezembro de 2019            | Ativo  | “Cliente Azul"                 |                                                    |
| PR-YSD    | Airbus SE  | A320neo | A320-251N(A20N) | 2x CFM International LEAP-X (LEAP-1A26) | E-174           | 9418            | 2019              | 21 de dezembro de 2019           | Ativo  | “Azul, do Brasil para o Mundo" |                                                    |
| PR-YSE    | Airbus SE  | A320neo | A320-251N(A20N) | 2x CFM International LEAP-X (LEAP-1A26) | E-174           | 9426            | 2019              | 29 de dezembro de 2019           | Ativo  | “Paraíso Azul"                 |                                                    |
| PR-YSF    | Airbus SE  | A320neo | A320-251N(A20N) | 2x CFM International LEAP-X (LEAP-1A26) | E-174           | 9431            | 2019              | 21 de dezembro de 2019           | Ativo  | “Azul Infinite"                |                                                    |
| PR-YSG    | Airbus SE  | A320neo | A320-251N(A20N) | 2x CFM International LEAP-X (LEAP-1A26) | E-174           | 10070           | 2020              | 1 de setembro de 2020            | Ativo  | "Azul, minha vida"             |                                                    |
| PR-YSH    | Airbus SE  | A320neo | A320-251N(A20N) | 2x CFM International LEAP-X (LEAP-1A26) | E-174           | 10582           | 2021              | 22 de setembro de 2021           | Ativo  | "Mickey Mouse nas nuvens"      | P: Walt Disney World, ''Mickey Mouse"              |
| PR-YSI    | Airbus SE  | A320neo | A320-251N(A20N) | 2x CFM International LEAP-X (LEAP-1A26) | E-174           | 10804           | 2022              | 20 de abril de 2022              | Ativo  | "Pato Donald nas nuvens"       | P: Walt Disney World, "Pato Donald"                |
| PR-YSK    | Airbus SE  | A320neo | A320-251N(A20N) | 2x CFM International LEAP-X (LEAP-1A26) | E-174           | 11133           | 2022              | 17 de dezembro de 2022           | Ativo  | "Margarida nas nuvens"         | P: Walt Disney World, "Margarida"                  |
| PR-YSL    | Airbus SE  | A320neo | A320-251N(A20N) | 2x CFM International LEAP-X (LEAP-1A26) | E-174           | 11235           | 2022              | 16 de dezembro de 2022           | Ativo  | "Voe com o Céu Azul"           | —                                                  |
| PR-YSN    | Airbus SE  | A320neo | A320-251N(A20N) | 2x CFM International LEAP-X (LEAP-1A26) | E-174           | 11263           | 2022              | 2 de março de 2023               | Ativo  | "Azulando o Brasil"            | —                                                  |
| PR-YSO    | Airbus SE  | A320neo | A320-251N(A20N) | 2x CFM International LEAP-X (LEAP-1A26) | E-174           | 11369           | 2023              | 12 de maio de 2023               | Ativo  | "Mandacaru Azul"               | —                                                  |
| PR-YSP    | Airbus SE  | A320neo | A320-251N(A20N) | 2x CFM International LEAP-X (LEAP-1A26) | E-174           | 11823           | 2023              | 7 de dezembro de 2023            | Ativo  | "Azul, especialista em você"   | —                                                  |
| PR-YSQ    | Airbus SE  | A320neo | A320-251N(A20N) | 2x CFM International LEAP-X (LEAP-1A26) | E-174           | 12007           | 2024              | 20 de abril de 2024              | Ativo  | "Experiência Azul"             | —                                                  |
| PR-YSR    | Airbus SE  | A320neo | A320-251N(A20N) | 2x CFM International LEAP-X (LEAP-1A26) | E-174           | 12074           | 2024              | 25 de maio de 2024               | Ativo  | "Pateta nas nuvens"            | P: Walt Disney World, "Pateta"                     |
| PR-YYA    | Airbus SE  | A320neo | A320-251N(A20N) | 2x CFM International LEAP-X (LEAP-1A26) | E-165           | 8086            | 2018              | 19 de janeiro de 2019            | Ativo  | “Azul é sempre mais”           | Ex-Avianca Brasil, PR-OBR                          |
| PR-YYB    | Airbus SE  | A320neo | A320-251N(A20N) | 2x CFM International LEAP-X (LEAP-1A26) | E-165           | 7918            | 2017              | 23 de janeiro de 2019            | Ativo  | “Nada melhor que ser Azul”     | Ex-Avianca Brasil, PR-OBQ                          |
| PR-YYC    | Airbus SE  | A320neo | A320-251N(A20N) | 2x CFM International LEAP-X (LEAP-1A26) | E-165           | 7995            | 2017              | 30 de março de 2019              | Ativo  | “De Leste a Oeste, Azul”       | Ex-Avianca Brasil, PR-OBO                          |
| PR-YYD    | Airbus SE  | A320neo | A320-251N(A20N) | 2x CFM International LEAP-X (LEAP-1A26) | E-165           | 7856            | 2017              | 14 de junho de 2019              | Ativo  | “Nas Nuvens”                   | Ex-Avianca Brasil, PR-OBM                          |
| PR-YYE    | Airbus SE  | A320neo | A320-251N(A20N) | 2x CFM International LEAP-X (LEAP-1A26) | E-165           | 7854            | 2017              | 9 de maio de 2019                | Ativo  | “Conexão Azul”                 | Ex-Avianca Brasil, PR-OBL                          |
| PR-YYF    | Airbus SE  | A320neo | A320-251N(A20N) | 2x CFM International LEAP-X (LEAP-1A26) | E-165           | 8084            | 2018              | 3 de julho de 2019               | Ativo  | “Do Brasil para o mundo”       | Ex-Avianca Brasil, PR-OBP                          |
| PR-YYG    | Airbus SE  | A320neo | A320-251N(A20N) | 2x CFM International LEAP-X (LEAP-1A26) | E-165           | 7799            | 2017              | 6 de dezembro de 2019            | Ativo  | “Sonho de voar”                | Ex-Avianca Brasil, PR-OBK                          |
| PR-YYH    | Airbus SE  | A320neo | A320-251N(A20N) | 2x CFM International LEAP-X (LEAP-1A26) | E-165           | 7698            | 2017              | 23 de agosto de 2019             | Ativo  | “Voando Cada vez mais alto"    | Ex-Avianca Brasil, PR-OBJ                          |
| PR-YYI    | Airbus SE  | A320neo | A320-251N(A20N) | 2x CFM International LEAP-X (LEAP-1A26) | E-165           | 7514            | 2016              | 20 de outurbro de 2019           | Ativo  | “BlueCap”                      | Ex-Avianca Brasil, PR-OBI                          |
| PR-YYJ    | Airbus SE  | A320neo | A320-251N(A20N) | 2x CFM International LEAP-X (LEAP-1A26) | E-165           | 7484            | 2016              | 20 de fevereiro de 2020          | Ativo  | “Universo Azul"                | Ex-Avianca Brasil, PR-OBH                          |
| PR-YYK    | Airbus SE  | A320neo | A320-251N(A20N) | 2x CFM International LEAP-X (LEAP-1A26) | E-165           | 7323            | 2016              | 20 de dezembro de 2020           | Ativo  | “União Azul”                   | Ex-Avianca Brasil, PR-OBF                          |
| PR-YYL    | Airbus SE  | A320neo | A320-251N(A20N) | 2x CFM International LEAP-X (LEAP-1A26) | E-165           | 7175            | 2016              | 09 de agosto de 2019             | Ativo  | “Asas para Voar”               | Ex-Avianca Brasil, PR-OBD                          |

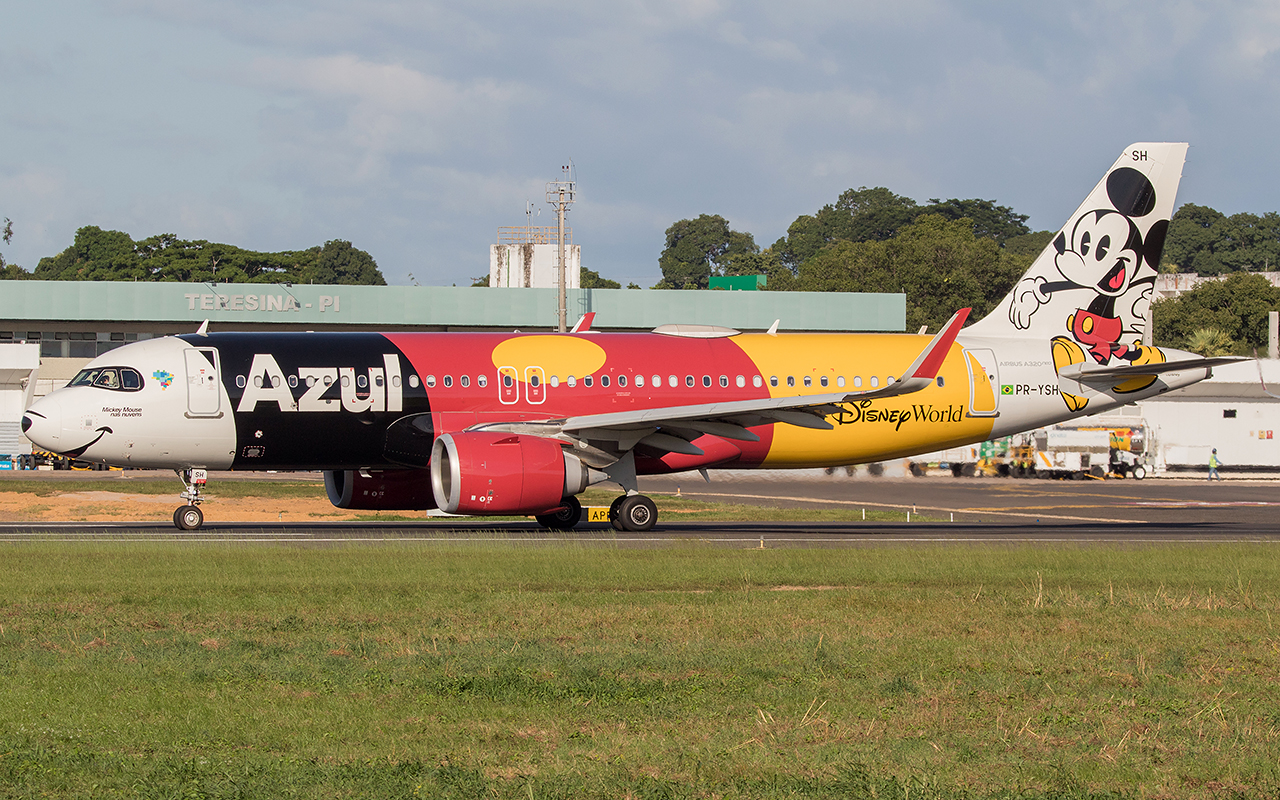
Airbus A320-251N PR-YSH (Mickey Mouse Livery) em Teresina - Piauí

Rotas internacionais feitas pelo A320Neo: Belo Horizonte/Campinas x Buenos Aires, Campinas x Bariloche, Recife x Rosário, Recife x Cordorba, Recife x Buenos Aires e Belém x Fort Lauderdale. (Todos os voos internacionais que não saem de VCP, estão suspensos)

## Airbus A321neo
| Matrícula | Fabricante | Nome    | Modelo           | Motores                                 | Nº de poltronas | Número de Série | Ano de fabricação | Data de entrega ou transferência | Status | Nome de Batismo           | Observações                                                                             |
| --------- | ---------- | ------- | ---------------- | --------------------------------------- | --------------- | --------------- | ----------------- | -------------------------------- | ------ | ------------------------- | --------------------------------------------------------------------------------------- |
| PR-YJA    | Airbus SE  | A321neo | A321-251NX(A21N) | 2x CFM International LEAP-X (LEAP-1A32) | E-214           | 9090            | 2019              | 11 de novembro de 2019           | Ativo  | "Super Azul"              | 1º A321neo adquirido pela Azul . 1ª aeronave do modelo para América do Sul e do Brasil. |
| PR-YJB    | Airbus SE  | A321neo | A321-251NX(A21N) | 2x CFM International LEAP-X (LEAP-1A32) | E-214           | 9243            | 2019              | 29 de fevereiro de 2020          | Ativo  | "Felicidade Azul"         |                                                                                         |
| PR-YJC    | Airbus SE  | A321neo | A321-251NX(A21N) | 2x CFM International LEAP-X (LEAP-1A32) | E-214           | 9366            | 2020              | 19 de setembro de 2020           | Ativo  | "Sucesso Azul"            |                                                                                         |
| PR-YJD    | Airbus SE  | A321neo | A321-251NX(A21N) | 2x CFM International LEAP-X (LEAP-1A32) | E-214           | 10173           | 2020              | 05 de maio de 2021               | Ativo  | "Azul Melhor do Mundo"    |                                                                                         |
| PR-YJE    | Airbus SE  | A321neo | A321-251NX(A21N) | 2x CFM International LEAP-X (LEAP-1A32) | E-214           | 10542           | 2021              | 29 de dezembro de 2021           | Ativo  | "Bandeira Azul"           | P: "Bandeirinha do Brasil"                                                              |
| PR-YJF    | Airbus SE  | A321neo | A321-251NX(A21N) | 2x CFM International LEAP-X (LEAP-1A32) | E-214           | 10793           | 2021              | 12 de janeiro de 2022            | Ativo  | "Minnie Mouse nas nuvens" | P: Walt Disney World, ''Minnie Mouse"                                                   |

## Frota da Subsidiária Azul Conecta

### Cessna Grand Caravan
| Matrícula | Fabricante              | Modelo            | Motores                 | Nº de poltronas | Número de Série | Status  | Nome de Batismo             | Observações |
| --------- | ----------------------- | ----------------- | ----------------------- | --------------- | --------------- | ------- | --------------------------- | --- |
| PT-MEM    | Cessna Aircraft Company | 208B Gran Caravan | 1x Pratt & Whitney PT6A | E-8             | 208B0405        | Inativo | “Conecta Azul”              | Primeiro Grand Caravan da subsidiária |
| PS-CNA    | Cessna Aircraft Company | 208B Gran Caravan | 1x Pratt & Whitney PT6A | E-8             | 208B5648        | Ativo   | “Somos Rosa”                | Pintura em função da campanha do Outubro Rosa |
| PS-CNB    | Cessna Aircraft Company | 208B Gran Caravan | 1x Pratt & Whitney PT6A | E-8             | 208B5652        | Ativo   | “Caçula Azul”               | |
| PS-CNC    | Cessna Aircraft Company | 208B Gran Caravan | 1x Pratt & Whitney PT6A | E-8             | 208B5662        | Ativo   | “Regional Azul”             | |
| PS-CND    | Cessna Aircraft Company | 208B Gran Caravan | 1x Pratt & Whitney PT6A | E-8             | 208B5672        | Ativo   | “208+Azul”                  | |
| PS-CNE    | Cessna Aircraft Company | 208B Gran Caravan | 1x Pratt & Whitney PT6A | E-8             | 208B5698        | Ativo   | “Mascote Azul”              | |
| PS-CNF    | Cessna Aircraft Company | 208B Gran Caravan | 1x Pratt & Whitney PT6A | E-8             | 208B5700        | Ativo   | “Olha pro Céu Azul”         | |
| PS-CNG    | Cessna Aircraft Company | 208B Gran Caravan | 1x Pratt & Whitney PT6A | E-8             | 208B5705        | Ativo   | “Coração do Brasil”         | |
| PS-CNH    | Cessna Aircraft Company | 208B Gran Caravan | 1x Pratt & Whitney PT6A | E-8             | 208B5648        | Ativo   | “3000 Caravans no Céu Azul” | |
| PS-CNI    | Cessna Aircraft Company | 208B Gran Caravan | 1x Pratt & Whitney PT6A | E-8             | 208B5717        | Ativo   | “Andorinha Azul”            | |
| PS-CNT    | Cessna Aircraft Company | 208B Gran Caravan | 1x Pratt & Whitney PT6A | E-8             | 208B5647        | Ativo   | “Vai Conecta”               | |
| PP-ITY    | Cessna Aircraft Company | 208B Gran Caravan | 1x Pratt & Whitney PT6A | E-8             | 208B0560        | Ativo   | “Azultec Jundiaí”           | |
| PR-MAU    | Cessna Aircraft Company | 208B Gran Caravan | 1x Pratt & Whitney PT6A | E-8             | 208B0621        | Ativo   | “”                          | Aeronave ainda utiliza pintura da TwoFlex Taxi Aéreo |
| PR-CRF    | Cessna Aircraft Company | 208B Gran Caravan | 1x Pratt & Whitney PT6A | E-8             | 208B2227        | Ativo   | “Rota das Emoções”          | Aeronave com pintura especial, em alusão a rota das emoções (Lençóis Maranhenses, Delta do Parnaíba e Jericoacoara). Será convertido em breve pela Ampaire nos Estados Unidos para avião híbrido-elétrico. |
| PT-MED    | Cessna Aircraft Company | 208B Gran Caravan | 1x Pratt & Whitney PT6A | E-8             | 208B0343        | Ativo   | “Lady Azul”                 | Aeronave com pintura especial, em alusão a campanha do Outubro Rosa |
| PT-MEJ    | Cessna Aircraft Company | 208B Gran Caravan | 1x Pratt & Whitney PT6A | E-8             | 208B0359        | Ativo   | “Azul Brasil”               | Aeronave com pintura especial da bandeira do Brasil |

| Matrícula | Fabricante              | Nome        | Modelo          | Serial Number | Tempo de operação | Observações/Notas                                                                                 |
| --------- | ----------------------- | ----------- | --------------- | ------------- | ----------------- | ------------------------------------------------------------------------------------------------- |
| PR-AIS    | Airbus SE               | A330        | A330-243        | 1492          | 2019-2022         | Repassado à FAB (Força Aérea Brasileira)                                                          |
| PR-AIT    | Airbus SE               | A330        | A330-243        | 529           | 2015-2023         |                                                                                                   |
| PR-AIX    | Airbus SE               | A330        | A330-243        | 372           | 2014-2023         |                                                                                                   |
| PR-AIY    | Airbus SE               | A330        | A330-243        | 365           | 2014-2023         |                                                                                                   |
| PR-AIT    | Airbus SE               | A330        | A330-243        | 23085         | 2015-2024         | Pintura: "Tudo Azul"                                                                              |
| PR-AIU    | Airbus SE               | A330        | A330-243        | 494           | 2015-2024         | Pintura: "Azul Viagens"                                                                           |
| PR-AJB    | Airbus SE               | A320        | A320-214        | 1320          | 2018-2018         |                                                                                                   |
| PR-AJE    | Airbus SE               | A320        | A320-214(WL)    | 6050          | 2019-2020         | Foi o primeiro A320ceo da Azul, desativado e devolvido para a empresa de leasing.                 |
| PR-AOW    | Airbus SE               | A350XWB     | A350-941(A359)  | 124           | 2022-2024         | O segundo A350 da empresa, que chegou em 2022, foi desativado e devolvido para empresa de leasing |
| PR-AOY    | Airbus SE               | A350XWB     | A350-941(A359)  | 168           | 2022-2024         | Devolvido para empresa de leasing em abril de 2024                                                |
| PR-AZA    | Embraer                 | Embraer 190 | ERJ 190-100 IGW | 19000150      | 2008-2022         |                                                                                                   |
| PR-AZB    | Embraer                 | Embraer 190 | ERJ 190-100 IGW | 19000241      | 2008-2020         |                                                                                                   |
| PR-AZC    | Embraer                 | Embraer 190 | ERJ 190-100 IGW | 19000242      | 2010-2020         |                                                                                                   |
| PR-AZD    | Embraer                 | Embraer 190 | ERJ 190-100 IGW | 19000271      | 2009-2019         |                                                                                                   |
| PR-AZE    | Embraer                 | Embraer 190 | ERJ 190-100 IGW | 19000282      | 2009-2021         |                                                                                                   |
| PR-AZF    | Embraer                 | Embraer 190 | ERJ 190-100 IGW | 19000295      | 2009-2019         |                                                                                                   |
| PR-AZG    | Embraer                 | Embraer 190 | ERJ 190-100 IGW | 19000329      | 2009-2021         |                                                                                                   |
| PR-AZH    | Embraer                 | Embraer 190 | ERJ 190-100 IGW | 19000330      | 2009-2019         |                                                                                                   |
| PR-AZI    | Embraer                 | Embraer 190 | ERJ 190-100 IGW | 19000336      | 2010-2018         |                                                                                                   |
| PR-AZL    | Embraer                 | Embraer 190 | ERJ 190-100 IGW | 19000147      | 2008-2021         | O primeiro jato que a companhia recebeu, no início das atividades                                 |
| PR-AUA    | Embraer                 | Embraer 195 | ERJ-190-200 IGW | 19000652      | 2013-2020         |                                                                                                   |
| PR-AUB    | Embraer                 | Embraer 195 | ERJ-190-200 IGW | 19000660      | 2014-2019         |                                                                                                   |
| PR-AUC    | Embraer                 | Embraer 195 | ERJ-190-200 IGW | 19000662      | 2014-2020         |                                                                                                   |
| PR-AUD    | Embraer                 | Embraer 195 | ERJ-190-200 IGW | 19000669      | 2014-2018         |                                                                                                   |
| PR-AYA    | Embraer                 | Embraer 195 | ERJ-190-200 IGW | 19000237      | 2008-2018         |                                                                                                   |
| PR-AYB    | Embraer                 | Embraer 195 | ERJ-190-200 IGW | 19000239      | 2008-2018         |                                                                                                   |
| PR-AYC    | Embraer                 | Embraer 195 | ERJ-190-200 IGW | 19000240      | 2008-2018         |                                                                                                   |
| PR-AYD    | Embraer                 | Embraer 195 | ERJ-190-200 IGW | 19000247      | 2009-2018         |                                                                                                   |
| PR-AYM    | Embraer                 | Embraer 195 | ERJ-190-200 IGW | 19000382      | 2010-2018         |                                                                                                   |
| PR-AYN    | Embraer                 | Embraer 195 | ERJ-190-200 IGW | 19000386      | 2010-2023         |                                                                                                   |
| PR-AYO    | Embraer                 | Embraer 195 | ERJ-190-200 IGW | 19000391      | 2010-2020         | Primeira aeronave cargo Embraer do Brasil/ mundo                                                  |
| PR-AYP    | Embraer                 | Embraer 195 | ERJ-190-200 IGW | 19000396      | 2010-2016         |                                                                                                   |
| PR-AYQ    | Embraer                 | Embraer 195 | ERJ-190-200 IGW | 19000407      | 2011-2017         |                                                                                                   |
| PR-AYR    | Embraer                 | Embraer 195 | ERJ-190-200 IGW | 19000413      | 2011-2019         |                                                                                                   |
| PR-AYS    | Embraer                 | Embraer 195 | ERJ-190-200 IGW | 19000419      | 2011-2016         |                                                                                                   |
| PR-AYT    | Embraer                 | Embraer 195 | ERJ-190-200 IGW | 19000429      | 2011-2017         |                                                                                                   |
| PR-AYU    | Embraer                 | Embraer 195 | ERJ-190-200 IGW | 19000434      | 2011-2023         |                                                                                                   |
| PR-AXA    | Embraer                 | Embraer 195 | ERJ-190-200 IGW | 19000491      | 2011-2023         |                                                                                                   |
| PR-AXB    | Embraer                 | Embraer 195 | ERJ-190-200 IGW | 19000498      | 2011-2023         |                                                                                                   |
| PR-AXQ    | Embraer                 | Embraer 195 | ERJ-190-200 IGW | 19000609      | 2013-2017         |                                                                                                   |
| PR-AXV    | Embraer                 | Embraer 195 | ERJ-190-200 IGW | 19000628      | 2013-2017         |                                                                                                   |
| PP-PJL    | Embraer                 | Embraer 190 | ERJ-190-100 SR  | 19000189      | 2013-2016         |                                                                                                   |
| PP-PJM    | Embraer                 | Embraer 190 | ERJ-190-100 SR  | 19000432      | 2013-2016         |                                                                                                   |
| PP-PJN    | Embraer                 | Embraer 190 | ERJ-190-100 SR  | 19000441      | 2013-2016         |                                                                                                   |
| PP-PJO    | Embraer                 | Embraer 190 | ERJ-190-100 SR  | 19000450      | 2013-2016         |                                                                                                   |
| PP-PJP    | Embraer                 | Embraer 190 | ERJ-190-100 SR  | 19000460      | 2013-2016         |                                                                                                   |
| PP-PJQ    | Embraer                 | Embraer 190 | ERJ-190-100 SR  | 19000493      | 2013-2016         |                                                                                                   |
| PP-PJR    | Embraer                 | Embraer 190 | ERJ-190-100 SR  | 19000495      | 2013-2016         |                                                                                                   |
| PP-PJT    | Embraer                 | Embraer 190 | ERJ-190-100 SR  | 19000506      | 2013-2016         |                                                                                                   |
| PP-PJU    | Embraer                 | Embraer 190 | ERJ-190-100 SR  | 19000541      | 2013-2016         |                                                                                                   |
| PP-PJV    | Embraer                 | Embraer 190 | ERJ-190-100 SR  | 19000550      | 2012-2016         |                                                                                                   |
| PP-PTL    | Aerospatiale and Alenia | ATR72       | ATR-72-212A     | 918           | 2013-2016         |                                                                                                   |
| PP-PTZ    | Aerospatiale and Alenia | ATR72       | ATR-72-212A     | 773           | 2013-2016         |                                                                                                   |
| PR-ATB    | Aerospatiale and Alenia | ATR72       | ATR-72-212A     | 969           | 2011-2018         |                                                                                                   |
| PR-ATE    | Aerospatiale and Alenia | ATR72       | ATR-72-212A     | 972           | 2011-2018         |                                                                                                   |
| PR-ATG    | Aerospatiale and Alenia | ATR72       | ATR-72-212A     | 988           | 2011-2018         |                                                                                                   |
| PR-ATH    | Aerospatiale and Alenia | ATR72       | ATR-72-212A     | 991           | 2012-2018         |                                                                                                   |
| PR-ATJ    | Aerospatiale and Alenia | ATR72       | ATR-72-212A     | 996           | 2012-2018         |                                                                                                   |
| PR-ATK    | Aerospatiale and Alenia | ATR72       | ATR-72-212A     | 1020          | 2012-2018         |                                                                                                   |
| PR-ATP    | Aerospatiale and Alenia | ATR72       | ATR-72-212A     | 1026          | 2012-2018         |                                                                                                   |
| PR-ATQ    | Aerospatiale and Alenia | ATR72       | ATR-72-212A     | 1027          | 2012-2017         |                                                                                                   |
| PR-ATR    | Aerospatiale and Alenia | ATR72       | ATR-72-212A     | 966           | 2011-2017         |                                                                                                   |
| PR-ATU    | Aerospatiale and Alenia | ATR72       | ATR-72-212A     | 1033          | 2012-2017         |                                                                                                   |
| PR-ATZ    | Aerospatiale and Alenia | ATR72       | ATR-72-212A     | 1047          | 2012-2016         |                                                                                                   |
| PR-AQC    | Aerospatiale and Alenia | ATR72       | ATR-72-212A     | 1057          | 2012-2016         |                                                                                                   |
| PR-AQD    | Aerospatiale and Alenia | ATR72       | ATR-72-212A     | 1060          | 2012-2016         |                                                                                                   |
| PR-AQF    | Aerospatiale and Alenia | ATR72       | ATR-72-212A     | 1072          | 2013-2016         |                                                                                                   |
| PR-AQG    | Aerospatiale and Alenia | ATR72       | ATR-72-212A     | 1076          | 2013-2016         |                                                                                                   |
| PR-AQW    | Aerospatiale and Alenia | ATR72       | ATR-72-212A     | 1232          | 2013-2016         |                                                                                                   |
| PR-AQX    | Aerospatiale and Alenia | ATR72       | ATR-72-212A     | 1233          | 2013-2016         |                                                                                                   |
| PR-AQY    | Aerospatiale and Alenia | ATR72       | ATR-72-212A     | 1236          | 2013-2016         |                                                                                                   |